# Darío Ubríaco
Darío Agustín Ubríaco Medero (8 februari 1972) is een Uruguayaans voormalig voetbalscheidsrechter. Hij was in dienst van FIFA en CONMEBOL tussen 2008 en 2015. Ook leidde hij van 2004 tot 2015 wedstrijden in het Primera División.
Zijn eerste interland floot hij op 8 februari 2011, toen Peru met 1–0 won van Panama. Tijdens dit duel gaf Ubríaco zes gele kaarten. In mei 2015 werd hij uitgekozen als een van de tien scheidsrechters op de Copa América. Twee weken voor het begin van het toernooi werd hij echter vervangen door landgenoot Andrés Cunha, omdat Ubríaco onvoldoende had gescoord bij de fitheidstest.

## Interlands
| Datum           | Plaats          | Wedstrijd       | Uitslag | Competitie           | Kreeg geel | Kreeg voor de tweede keer geel en dus rood | Weggestuurd |
| --------------- | --------------- | --------------- | ------- | -------------------- | ---------- | ------------------------------------------ | ----------- |
| 8 februari 2011 | Moquegua, Peru  | Peru – Panama   | 1 – 0   | Vriendschappelijk    | 6          | 0                                          | 0           |
| 12 juni 2013    | Santiago, Chili | Chili – Bolivia | 3 – 1   | WK 2014 kwalificatie | 6          | 0                                          | 0           |